# UFC Fight Night: Smith vs. Rakić
UFC Fight Night: Smith vs. Rakić (conosciuto anche come UFC Fight Night 175 oppure UFC on ESPN+ 33 oppure UFC Vegas 8) è stato un evento di arti marziali miste tenuto dalla Ultimate Fighting Championship il 29 agosto 2020 all'UFC APEX di Las Vegas, negli Stati Uniti d'America.

## Risultati
|                  | Divisione             |                  |                 |                    | Metodo                                  | Round           | Tempo           | Premio          |
| Card Principale  | Card Principale       | Card Principale  | Card Principale | Card Principale    | Card Principale                         | Card Principale | Card Principale | Card Principale |
| ---------------- | --------------------- | ---------------- | --------------- | ------------------ | --------------------------------------- | --------------- | --------------- | --------------- |
|                  | Pesi mediomassimi     | Aleksandar Rakić | batte           | Anthony Smith      | Decisione unanime (30–26, 30–27, 30–27) | 3               | 5:00            |                 |
|                  | Pesi welter           | Neil Magny       | batte           | Robbie Lawler      | Decisione unanime (30–27, 30–27, 30–27) | 3               | 5:00            |                 |
|                  | Pesi mosca femminili  | Alexa Grasso     | batte           | Ji Yeon Kim        | Decisione unanime (30–27, 30–27, 30–27) | 3               | 5:00            |                 |
|                  | Pesi piuma            | Ricardo Lamas    | batte           | Bill Algeo         | Decisione unanime (29–27, 29–27, 29–27) | 3               | 5:00            | FOTN            |
| Card Preliminare |                       |                  |                 |                    |                                         |                 |                 |                 |
|                  | Pesi medi             | Impa Kasanganay  | batte           | Maki Pitolo        | Decisione unanime (30–27, 30–27, 30–27) | 3               | 5:00            |                 |
|                  | Pesi medi             | Zak Cummings     | batte           | Alessio Di Chirico | Decisione unanime (29–28, 29–28, 30–27) | 3               | 5:00            |                 |
|                  | Catchweight (151 lbs) | Alex Caceres     | batte           | Austin Springer    | Sottomissione (rear-naked choke)        | 1               | 3:38            |                 |
|                  | Pesi welter           | Sean Brady       | batte           | Christian Aguilera | Sottomissione (guillotine choke)        | 2               | 1:47            | POTN            |
|                  | Pesi paglia femminili | Polyana Viana    | batte           | Emily Whitmire     | Sottomissione (armbar)                  | 1               | 1:53            |                 |
|                  | Catchweight (117 lbs) | Mallory Martin   | batte           | Hannah Cifers      | Sottomissione (armbar)                  | 2               | 1:33            | POTN            |

## Premi
I lottatori premiati ricevettero un bonus di 50.000 dollari.
Legenda:
- FOTN: Fight of the Night (vengono premiati entrambi gli atleti per il miglior incontro dell'evento)
- POTN: Performance of the Night (viene premiato il vincitore per la migliore performance dell'evento)